# Okręg wyborczy nr 57 do Sejmu Polskiej Rzeczypospolitej Ludowej (1989–1991)
Okręg wyborczy nr 57 do Sejmu Polskiej Rzeczypospolitej Ludowej (1989–1991) obejmował Puławy oraz gminy Baranów, Dęblin, Janowiec, Kazimierz Dolny, Końskowola, Kurów, Nałęczów, Nowodwór, Puławy (gmina wiejska), Ryki, Stężyca, Ułęż, Wąwolnica, Wilków i Żyrzyn (województwo lubelskie). W ówczesnym kształcie został utworzony w 1989. Wybieranych było w nim 3 posłów w systemie większościowym.
Siedzibą okręgowej komisji wyborczej były Puławy.

## Wybory parlamentarne 1989

### Mandat nr 223 –Polska Zjednoczona Partia Robotnicza
| Kandydat | I tura | I tura | II tura | II tura |
| Kandydat | Głosów | %      | Głosów  | %       |
| --- | ------ | ------ | ------- | ------- |
| Czesław Kosiński                                                                                              | 10 304 | 14,79  | 24 894  | 68,13   |
| Walerian Jabłoński                                                                                            | 8522   | 12,23  | 9230    | 25,26   |
| Józef Kijowski                                                                                                | 5283   | 7,58   | —       | —       |
| Zbigniew Lipski                                                                                               | 5108   | 7,33   | —       | —       |
| Bolesław Wojtoń                                                                                               | 4631   | 6,65   | —       | —       |
| Stanisław Nowicki                                                                                             | 4061   | 5,83   | —       | —       |
| Józef Luciński                                                                                                | 1310   | 1,88   | —       | —       |
| Liczba głosów ważnych: 69 666 (I tura) • 36 539 (II tura) Źródło: Państwowa Komisja Wyborcza I tura i II tura |        |        |         |         |

### Mandat nr 224 – bezpartyjny
| Kandydat                                                         | Głosów | %     |
| ---------------------------------------------------------------- | ------ | ----- |
| Ignacy Czeżyk                                                    | 62 183 | 79,55 |
| Czesława Górska                                                  | 9379   | 12,00 |
| Ewa Wojewódzka                                                   | 4346   | 5,56  |
| Liczba głosów ważnych: 78 169 Źródło: Państwowa Komisja Wyborcza |        |       |

### Mandat nr 445 –Zjednoczone Stronnictwo Ludowe
| Kandydat                                                         | Głosów | %     |
| ---------------------------------------------------------------- | ------ | ----- |
| Jan Rajtar                                                       | 16 335 | 45,03 |
| Waldemar Michna                                                  | 12 466 | 34,36 |
| Liczba głosów ważnych: 36 279 Źródło: Państwowa Komisja Wyborcza |        |       |